# هميرا
هيميرا أو حميرا Hemera تجسد في الميثولوجيا الإغريقية النهار الكون.
هي ابنة إيريبوس ونيكس (الليل) أي أخت أيثر (السماء العليا وروح الكون والهواء الذي تتنفسه الآلهة). تصعد كل صباح من هادكس (العالم السفلي ) تاركة مضجعها لترقد فيه نيكس (الليل) التي تهبط إليه مغادرة العالم العلوي من الجهة الأخرى. تجسد هميرا أيضا احمرار الصباح.